# Avenue du Vivier d'Oie
Pour les articles homonymes, voir Vivier (homonymie).
L'avenue du Vivier d'Oie (en néerlandais Diesdellelaan) est une voie bruxelloise de la commune d'Uccle.

## Situation et accès
L'avenue longe la lisière du bois de la Cambre et relie l'avenue de la Clairière à la chaussée de La Hulpe, en croisant successivement la voie principale du champ du Vert Chasseur et le chemin des Oiseleurs.

## Bâtiments remarquables et lieux de mémoire
C'est à cet endroit que se trouvait une partie des écuries de la Gendarmerie belge et non pas drève des Gendarmes qui en est la prolongation. À noter également que cette avenue se trouve sur le quartier du Vert Chasseur et non pas sur le quartier du Vivier d'Oie!

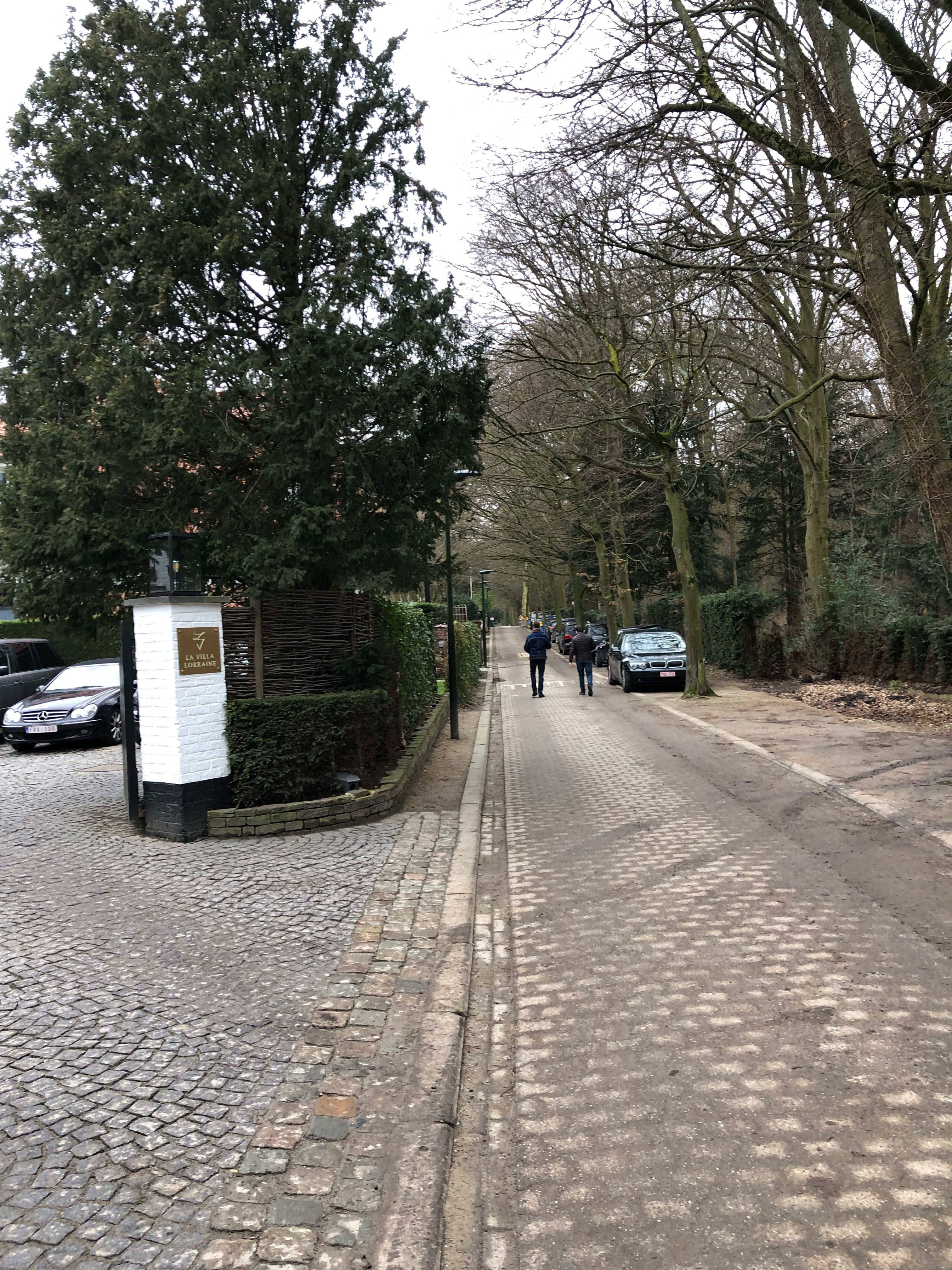
L'entrée du restaurant renommé

 La Villa Lorraine
 75 avenue du Vivier d'Oie